# Ali Adler
Allison Beth Adler (født 30. maj 1967) er en amerikansk tv-producer og forfatter. Hun er bedst kendt som medskaber af The New Normal .

## Karriere
Adler har arbejdet på tv-serier, herunder Still Standing and Family Guy. Hun arbejdede på tv-serien Chuck, som hun forlod i maj 2010 r at arbejde på ABC serien No Ordinary Family. I 2011 blev hun ansat i Glees skrivningsteam, med seks andre forfattere. I 2012 skabte hun og skaberen af Glee Ryan Murphy The New Normal .

## Personlige liv
Fra 2002 til 2011, var hun i et forhold med skuespilleren Sara Gilbert, med hvem hun har en søn, Levi Hank, født i oktober 2004, og en datter, Sawyer, født den 2. august 2007. Efter bruddet fik de fælles forældremyndighed.  Adler er den biologiske mor til Levi, og Gilbert er den biologiske mor i Sawyer.